# Teresa Hamel
Teresa Hamel (Viña del Mar, 20 de abril de 1918-18 de marzo de 2005) fue una escritora chilena. En 1984 fue galardonada con el Primer Premio Internacional Julio Cortázar, por su cuento La sorpresa. También ganó el concurso cuentos de la revista Paula en 1985 con La Rucia Guzmán, y el 2.o premio del concurso Gabriela Mistral 1967, de la Municipalidad de Santiago, por su novela La noche del rebelde.

## Legado
Luego de la muerte de Teresa Hamel, su familia donó la biblioteca personal que contaba con más de dos mil volúmenes. El receptor de dicha donación fue la Biblioteca Benjamín Vicuña Mackenna de Viña del Mar.
En 2008, la Sociedad de Escritores de Chile y la familia de la artista crearon el Concurso Nacional de Cuentos Teresa Hamel, en recuerdo de la escritora y su obra. Asimismo se abrió una sala–museo en su honor. En la apertura del premio, algunos destacados escritores expresaron su opinión acerca de ella:

Merece ser mucho más leída y conocida, porque fue una prosista de lujo y una mujer legendaria, de gran belleza.
Camilo Marks

Una mujer inteligente y de un vigor espiritual sorprendente, y una cuentista extraordinaria, de las más notables que tenemos en la literatura chilena.
José Miguel Varas

## Obras
Cronología de obras
- 1951 - El contramaestre»
- 1958 - Gente sencilla
- 1959 - Raquel devastada
- 1969 - La noche del rebelde
- 1979 - Verano austral»
- 1980 - Las causas ocultas»
- 1981 - ¿Quién soy?
- 1984 - Dadme el derecho de existir
- 1988 - Leticia de Combarbalá
- 1992 - Las cien ventanas»
- 2006 - Reñaca, reminiscencias